# 横井正美
横井正美（よこい まさみ、1922年8月12日 - 2000年2月11日）は日本の大蔵官僚。国税庁次長、大阪万博記念協会理事長などを務めた。

## 来歴
香川県出身。京都帝国大学法学部卒業。京都大学大学院を中退し、1948年9月 大蔵省入省。給与局第四課配属。1949年6月 主計局共済課。1950年4月 横浜税関監視部。1951年6月 米国出張（留学）（〜1953年3月）。1953年5月 徳山税務署長。1954年7月 造幣局総務部総務課長。その後は主税局税関部、管財局総務課、理財局証券部、証券局などで課長補佐として勤務。1964年7月 東京税関総務部長。1969年8月：東京国税局総務部長。1971年6月 国税庁長官官房総務課長。1972年6月 福岡国税局長。1973年6月 国税庁間税部長。1974年7月 国税庁直税部長。1975年7月8日 国税庁次長。1976年6月15日 退官。同年 日本私学振興財団常務理事。1979年 大阪万博記念協会理事長。2000年2月11日 胃がんで死去。

## 職年表
- 1948年9月：大蔵省入省。給与局第四課配属[1]。
- 1949年6月：主計局共済課。
- 1950年4月：横浜税関監視部。
- 1951年6月：米国出張（留学）（〜1953年3月）。
- 1953年5月：徳山税務署長。
- 1954年7月：造幣局総務部総務課長。
- 1956年8月：管財局総務課長補佐。
- 1958年1月：主税局税関部調査統計課長補佐。
- 1961年7月：福岡国税局直税部長。
- 1963年6月：理財局証券部証券第一課長補佐。
- 1964年6月：証券局総務課長補佐。
- 1964年7月：東京税関総務部長。
- 1966年8月：主税局税制第三課長。
- 1968年7月：東京国税局直税部長。
- 1969年8月：東京国税局総務部長。
- 1971年6月：国税庁長官官房総務課長。
- 1972年6月：福岡国税局長。
- 1973年6月：国税庁間税部長。
- 1974年7月：国税庁直税部長。
- 1975年7月8日：国税庁次長。
- 1976年6月15日：退官。